# Filippo Magnini
Filippo Magnini (Pesaro, 1982. február 2. –) olimpiai bronzérmes, kétszeres világbajnok olasz úszó.

## Élete

### Pályafutása
Az Athén városában megrendezett 2004. évi nyári olimpiai játékokon bronzérmet szerzett a 4 × 200 m gyorsváltó tagjaként. Kétszer lett első az úszó-világbajnokságokon (2005, 2007), a rövid pályás világbajnokságokon szintén kétszer szerzett aranyérmet.
2013-ban, a herningi rövid pályás úszó-Európa-bajnokságon a férfi 200 méteres gyorsúszás futamában – Kozma Dominikkal holtversenyben, 1:43,34-es időeredménnyel – harmadikként csapott célba.
A 2014-es berlini úszó-Európa-bajnokságon a 4 × 100 m-es gyorsváltóval bronzérmet szerzett.
2018-ban, egy évvel visszavonulása után – tiltott teljesítménynövelő szer használata miatt – négyéves eltiltással büntette az olasz doppingellenes ügynökség. 2020 februárjában a nemzetközi Sportdöntőbíróság (CAS) megszüntette a büntetést, mivel nem találta elegendőnek a bizonyítékokat arra, hogy Magnini megszegte a doppingszabályokat.